# Alpheopsis harperi
Alpheopsis harperi är en kräftdjursart som beskrevs av Wicksten 1984. Alpheopsis harperi ingår i släktet Alpheopsis och familjen Alpheidae. Inga underarter finns listade i Catalogue of Life.